# TBC 왕좌전
TBC왕좌전은 TBC-TV가 주최하고 한국기원이 주관하는 대한민국의 바둑 기전이다. 예선23명의「토너먼트」에서 선발된 5명과 4단이상의 프로기사 23명등 28명이 대국을 통해 우승자를 가린다. 해설은 故 김수영(男) 五단과 보조 진행자 및 초청해설 노영하 六단 이었다. 

## 역대 우승자
| 회수 | 연도 | 우승   | 전적  | 준우승 |
| ---- | ---- | ------ | ----- | ------ |
| 1    | 1975 | 조훈현 | 3 - 1 | 김희중 |
| 2    | 1976 | 조훈현 | 3 - 2 | 하찬석 |